# Джон-Пол Фруттеро
Джон-Пол Фруттеро (англ. John Paul Fruttero; нар. 30 квітня 1981) — колишній американський тенісист.
Найвищу одиночну позицію світового рейтингу — 183 місце досяг 21 листопада, 2005, парну — 83 місце — 7 травня, 2012 року.

## Фінали ATP Челленджер і ITF Ф'ючерс

### Одиночний розряд: 6 (3–3)
| Легенда (одиночний розряд) |
| -------------------------- |
| Тур ATP Челленджер (1–0)   |
| Тур ITF Ф'ючерс (2–3)      |

| Фінали за покриттям |
| ------------------- |
| Тверде (3–3)        |
| Ґрунт (0–0)         |
| Трава (0–0)         |
| Килим (0–0)         |

| Результат | W–L | Дата     | Турнір                          | Рівень     | Покриття | Суперник           | Рахунок            |
| --------- | --- | -------- | ------------------------------- | ---------- | -------- | ------------------ | ------------------ |
| Перемога  | 1–0 | Чер 2002 | США F14, Саннівейл              | Ф'ючерс    | Тверде   | Онода Мітіхіса     | 6–4, 6–7(4–7), 6–4 |
| Поразка   | 1–1 | Вер 2002 | Мексика F14, Масатлан           | Ф'ючерс    | Тверде   | Марсело Амадор     | 2–6, 7–5, 6–7(2–7) |
| Перемога  | 2–1 | Січ 2005 | Гватемала F1, Гватемала (місто) | Ф'ючерс    | Тверде   | Бруно Соарес       | 6–3, 6–3           |
| Поразка   | 2–2 | Лют 2005 | Нова Зеландія F2, Норт-Шор      | Ф'ючерс    | Тверде   | Александер Гартман | 6–7(4–7), 5–7      |
| Перемога  | 3–2 | Сер 2005 | Белу-Оризонті, Бразилія         | Челленджер | Тверде   | Крістіан Плесс     | 7–6(7–4), 7–6(8–6) |
| Поразка   | 3–3 | Січ 2007 | Гватемала F1, Гватемала (місто) | Ф'ючерс    | Тверде   | Пітер Поланскі     | 3–6, 3–6           |

### Парний розряд: 41 (18–23)
| Легенда (парний розряд)   |
| ------------------------- |
| Тур ATP Челленджер (6–11) |
| Тур ITF Ф'ючерс (12–12)   |

| Фінали за покриттям |
| ------------------- |
| Тверде (18–23)      |
| Ґрунт (0–0)         |
| Трава (0–0)         |
| Килим (0–0)         |

| Результат | W–L   | Дата     | Турнір                        | Рівень     | Покриття | Партнер                   | Суперники                             | Рахунок                     |
| --------- | ----- | -------- | ----------------------------- | ---------- | -------- | ------------------------- | ------------------------------------- | --------------------------- |
| Перемога  | 1–0   | Сер 2002 | США F22, Декейтер (Іллінойс)  | Ф'ючерс    | Тверде   | Боббі Рейнольдс           | Трейс Філдінґ Бо Годж                 | без гри                     |
| Поразка   | 1–1   | Жов 2002 | США F26, Арлінгтон (Техас)    | Ф'ючерс    | Тверде   | Джейсон Маршалл           | Гантлі Монтґомері Тріпп Філліпс       | 0–6, 4–6                    |
| Поразка   | 1–2   | Гру 2002 | Ямайка F20, Монтего-Бей       | Ф'ючерс    | Тверде   | Мірко Пегар               | Седрік Кауфманн Франсіско Родрігес    | 2–6, 6–1, 1–6               |
| Поразка   | 1–3   | Гру 2002 | Ямайка F21, Монтего-Бей       | Ф'ючерс    | Тверде   | Мірко Пегар               | Равен Классен Майкл Коста             | 4–6, 4–6                    |
| Перемога  | 2–3   | Чер 2003 | США F16, Оберн (Каліфорнія)   | Ф'ючерс    | Тверде   | Боббі Рейнольдс           | J.C. Corkery Джеймс Пейд              | 6–4, 6–4                    |
| Поразка   | 2–4   | Жов 2005 | Сакраменто, США               | Челленджер | Тверде   | Мірко Пегар               | Скотт Ліпскі Девід Мартін             | 4–6, 4–6                    |
| Перемога  | 3–4   | Кві 2006 | Санта-Клара (Каліфорнія), США | Челленджер | Тверде   | Сем Варбург               | Рік Де Вуст Гленн Вейнер              | 7–5, 6–3                    |
| Поразка   | 3–5   | Кві 2007 | Таллахассі, США               | Челленджер | Тверде   | Мірко Пегар               | Ізак ван дер Мерве Веслі Вайтгаус     | 3–6, 4–6                    |
| Перемога  | 4–5   | Тра 2007 | Фергана, Узбекистан           | Челленджер | Тверде   | Даніель Брандс            | Лукаш Росол Мартін Сланар             | 7–6(7–1), 7–5               |
| Перемога  | 5–5   | Чер 2007 | Пусан, Південна Корея         | Челленджер | Тверде   | Сергій Бубка              | Натан Гілі Ян Мертл                   | 4–6, 7–6(7–5), [10–6]       |
| Поразка   | 5–6   | Лип 2007 | Аптос (Каліфорнія), США       | Челленджер | Тверде   | Сесіл Маміїт              | Ражів Рам Боббі Рейнольдс             | 7–6(7–5), 3–6, [7–10]       |
| Поразка   | 5–7   | Сер 2007 | Jordao, Бразилія              | Челленджер | Тверде   | Ізак ван дер Мерве        | Едуардо Шванк Орасіо Себальйос        | 6–3, 3–6, [10–12]           |
| Поразка   | 5–8   | Сер 2007 | Манта (Еквадор), Еквадор      | Челленджер | Тверде   | Ерік Нуньєз               | Едуардо Шванк Орасіо Себальйос        | 4–6, 2–6                    |
| Поразка   | 5–9   | Жов 2007 | Сакраменто, США               | Челленджер | Тверде   | Сем Варбург               | Роберт Кендрік Браян Вілсон           | 5–7, 6–7(8–10)              |
| Перемога  | 6–9   | Сер 2009 | Ізраїль F4, Рамат-га-Шарон    | Ф'ючерс    | Тверде   | G.D. Jones                | Людовік Вальтер Амір Вайнтрауб        | 6–2, 4–6, [10–5]            |
| Перемога  | 7–9   | Вер 2009 | Ізраїль F5, Рамат-га-Шарон    | Ф'ючерс    | Тверде   | G.D. Jones                | Маркус Даніелл Мілослав Мечирж        | 3–6, 6–2, [10–4]            |
| Поразка   | 7–10  | Вер 2009 | Ізраїль F6, Рамат-га-Шарон    | Ф'ючерс    | Тверде   | G.D. Jones                | Маркус Даніелл Амір Вайнтрауб         | 1–6, 7–6(7–4), [5–10]       |
| Перемога  | 8–10  | Жов 2009 | Нігерія F2, Лагос             | Ф'ючерс    | Тверде   | Кетелін-Йонуц Гард        | Комлаві Логло Валентен Санон          | 6–1, 7–6(7–3)               |
| Перемога  | 9–10  | Лис 2009 | Сенегал F2, Дакар             | Ф'ючерс    | Тверде   | Нейлс Десейн              | Філіп Барлоу Тоні Гольцінґер          | 6–3, 6–2                    |
| Поразка   | 9–11  | Чер 2010 | США F14, Девіс (Каліфорнія)   | Ф'ючерс    | Тверде   | Адам Габбл                | Бретт Джолсон Ніколас Монро           | 7–6(7–5), 2–6, [7–10]       |
| Перемога  | 10–11 | Тра 2011 | Фергана, Узбекистан           | Челленджер | Тверде   | Равен Классен             | Кю Те Ім Данай Удомчоке               | 6–0, 6–3                    |
| Перемога  | 11–11 | Тра 2011 | Ізраїль F5, Рамат-га-Шарон    | Ф'ючерс    | Тверде   | Амір Вайнтрауб            | Девід Райс Шон Торнлі                 | 6–7(4–7), 7–6(7–3), [13–11] |
| Перемога  | 12–11 | Чер 2011 | Ізраїль F6, Ашкелон           | Ф'ючерс    | Тверде   | Джеймс Класкі             | Ноам Бер Ігор Смілянський             | 6–3, 6–0                    |
| Поразка   | 12–12 | Лип 2011 | Аптос (Каліфорнія), США       | Челленджер | Тверде   | Равен Классен             | Карстен Болл Кріс Гуччоне             | 6–7(5–7), 4–6               |
| Поразка   | 12–13 | Вер 2011 | Ташкент, Узбекистан           | Челленджер | Тверде   | Равен Классен             | Харрі Хеліовара Денис Молчанов        | 6–7(5–7), 6–7(3–7)          |
| Поразка   | 12–14 | Лис 2011 | Шарлотсвілл, США              | Челленджер | Тверде   | Равен Классен             | Трет Х'юї Домінік Інглот              | 6–4, 3–6, [7–10]            |
| Поразка   | 12–15 | Лют 2012 | Калаундра, Австралія          | Челленджер | Тверде   | Равен Классен             | Джон Пірс (тенісист) Джон-Патрік Сміт | 6–7(5–7), 4–6               |
| Перемога  | 13–15 | Бер 2012 | Пінго, КНР                    | Челленджер | Тверде   | Равен Классен             | Колін Ебелтіт Сем Грот                | 6–2, 6–4                    |
| Перемога  | 14–15 | Кві 2012 | Гаосюн, Тайвань               | Челленджер | Тверде   | Равен Классен             | Деніел Кінґ-Тернер Фредерік Нільсен   | 6–7(6–8), 7–5, [10–8]       |
| Поразка   | 14–16 | Жов 2015 | Бенгалуру, Індія              | Челленджер | Тверде   | Н. Віджай Сундар Прашантх | Сакет Мінені Санам Сінгх              | 7–5, 4–6, [2–10]            |
| Перемога  | 15–16 | Лип 2016 | Канада F4, Келоуна            | Ф'ючерс    | Тверде   | Джейсон Янґ               | Джаррид Чаплін Бен Маклахлан          | 6–4, 7–6(7–4)               |
| Перемога  | 16–16 | Сер 2016 | Таїланд F1, Hua Hin           | Ф'ючерс    | Тверде   | Ті Чжень                  | Yunseong Chung Синь Ґао               | 6–2, 6–2                    |
| Поразка   | 16–17 | Гру 2017 | Мексика F7, Metepec           | Ф'ючерс    | Тверде   | Тай-Сон Квятковскі        | Ґонсало Ескобар Мануель Санчес        | 3–6, 3–6                    |
| Перемога  | 17–17 | Лют 2018 | Португалія F1, Lobo           | Ф'ючерс    | Тверде   | Фред Жіл                  | Франсіску Кабрал Франсіску Діаш       | 6–1, 6–0                    |
| Поразка   | 17–18 | Чер 2018 | Туніс F21, Джерба             | Ф'ючерс    | Тверде   | Альбано Оліветті          | Аніс Горбель Васко Младенов           | 3–6, 2–6                    |
| Поразка   | 17–19 | Чер 2018 | Korea F2, Gyeongsan           | Ф'ючерс    | Тверде   | Тукуто Нікі               | Йон Кю Лім Чі Сун Нам                 | 4–6, 1–6                    |
| Перемога  | 18–19 | Лип 2018 | Малайзія F2, Куала-Лумпур     | Ф'ючерс    | Тверде   | Дієго Перес Санс          | Чхон Ий Кім Сан Во Нох                | 6–4, 6–4                    |
| Поразка   | 18–20 | Лип 2018 | Малайзія F3, Куала-Лумпур     | Ф'ючерс    | Тверде   | Френсіс Кейсі Алькантара  | Чхон Ий Кім Сан Во Нох                | 1–6, 6–3, [5–10]            |
| Поразка   | 18–21 | Жов 2018 | США F27, Х'юстон              | Ф'ючерс    | Тверде   | Бернарду Сарайва          | Максім Крессі Ніколас Мейстер         | 5–7, 3–6                    |
| Поразка   | 18–22 | Жов 2018 | США F28, Гарлінген (Техас)    | Ф'ючерс    | Тверде   | Ронні Шнайдер             | Максім Крессі Ніколас Мейстер         | 4–6, 2–6                    |
| Поразка   | 18–23 | Жов 2018 | США F28B, Вако (Техас)        | Ф'ючерс    | Тверде   | Денні Томас               | Максім Крессі Ніколас Мейстер         | 1–6, 4–6                    |